# Патка дупљашица
Патка дупљашица (лат. Bucephala clangula) је средње велика морска патка из рода Bucephala, дупљашице. Њен најближи рођак је слична исландска патка дупљашица. Име рода потиче од старогрчке речи boukephalos („бикова глава“, од bous, „бик“ и kephale, „глава“), што се односи на заобљени облик главе белоглаве патке дупљашице. Име врсте потиче од латинске речи clangere („одјекивати“).
Патке дупљашице су агресивне и територијалне патке и имају сложене начине удварања.

## Таксономија
Патку дупљашицу је формално описао шведски природњак Карл фон Лине 1758. године у десетом издању своје „Systema Naturae“ под биномним називом Anas clangula. Карл фон Лине је одредио локацију за ову врсту, Европу, али је 1761. године то ограничио на територију Шведске. Патка дупљашица је сада једна од три врсте смештене у род Bucephala који је 1858. године увео амерички природњак Спенсер Берд. Име рода потиче од старогрчке речи oukephalos, што значи „биковске главе“ или „велике главе“. Име врсте потиче од латинског „clangere“ што значи „одјекивати“.
Препознају се две подврсте:
- Bucephala clangula clangula ( Linnaeus, 1758) – субарктичка од Шкотске и Скандинавије до Сахалина и полуострва Камчатка (југоисточна Русија), на југу преко северног Казахстана, северне Монголије и Хејлунгђанга (североисточна Кина)
- Bucephala clangula americana ( Bonaparte, 1838) – субарктички од западног копна Аљаске до Лабрадора и Њу Бранзвика, јужно кроз север САД

## Опис
Одрасли мушкарци имају између 45 - 51 цм и теже приближно 1.000 гр, док женке имају између 40 - 50 цм и теже приближно 800 гр.
Патка дупљашица има распон крила од 77 - 83 цм. Врста је добила име на енглеском језику по својим златно-жутим очима. Одрасли мужјаци имају тамну главу са зеленкастим сјајем и кружном белом мрљом испод ока, тамна леђа и бели врат и стомак. Одрасле женке имају смеђу главу и углавном сиво тело. Њихове ноге и стопала су наранџасто-жуте боје.
Подврста Bucephala clangula americana има дужи и дебљи кљун од подврсте Bucephala clangula clangula.

## Распрострањеност и станиште
Њихово станиште за размножавање је тајга. Налазе се у језерима и рекама бореалних шума широм Канаде и северних Сједињених Држава, Шкотске, Скандинавије, балтичких држава и северне Русије. Оне су миграторне и већином зимују у заштићеним приобалним водама или отвореним унутрашњим водама на умеренијим географским ширинама. Наравно, како им само име каже, гнезде се у шупљинама и дупљама великих стабала, где се враћају из године у годину, мада ће радо користити и кутије за гнездо. Први пут је званично документовано гнежђенје патке дупљашице у Србији 2024. године, да би се и у 2025. години гнежђење патке дупљашице у Србији поново званично потврдило.

## Понашање

### Гнежђење
Природне шупљине дрвећа изабране за места за гнежђење укључују оне направљене од сломљених грана и оне које су направили велики детлићи, посебно америчка црна жуна или црна жуна. Просечна величина јајета је од 42.6 - 44,0 mm, дужине 58.1 - 60,6 mm и тежином од 61.2 - 66.6 гр. Период инкубације траје од 28 до 32 дана. Женка обавља сву инкубацију, а мужјак је напушта око 1 до 2 недеље након почетка инкубације. Млади остају у гнезду око 24-36 сати. Паразитизам легла је прилично чест код патака дупљашица, а ређе се јавља код других врста патака. Легла обично почињу да се мешају са леглима других женки како младунци постају независније или их мајке напуштају. Постоје случајеви где младунци патки дупљашица бивају усмрћени од стране других женки патки дупљашица, великог морског гњурца, као и црвеновратих гњураца.  Млади су способни за лет са 55-65 дана.

### Исрана и храњење
Патке дупљашице су птице ронилице које се хране под водом. Током целе године, око 32% њиховог плена су ракови, 28% су водени инсекти и 10% су мекушци. Инсекти су такође доминантни плен током гнежђења, а ракови су доминантни плен током миграције и зиме. Локално, рибља јаја и водене биљке могу бити важна храна.

## Предатори
Патке дупљашице могу постати плен разних јастребова, сова и орлова, док су женке и њихова легла плен медведа (Ursus spp.), разних ласица (Mustela spp.), куна (Mustela vison ), ракуна (Procyon lotor), па чак и америчке златокриле жуне (Colaptes auratus) и америчких црвених веверица (Tamiasciurus hudsonicus).

## Заштита
Патка дупљашица је једна од врста на коју се примењује Споразум о очувању афричко-евроазијских птица селица водених станишта (AEWA). Око 188.300 патака дупљашица је годишње убијано од стране ловца на патке у Северној Америци током 1970-их, што представља нешто мање од 4% укупног броја убијених птица водених станишта у Канади током тог периода и мање од 1% укупног броја убијених птица водених станишта у САД. И станишта за размножавање и зимовалишта ових птица су деградирана крчењем и загађењем. Међутим, познато је да патка дупљашица у Северној Америци извлачи краткорочне користи од закисељавања језера.

## Галерија
- Мужјак патке дупљашице портрет
- Женка патке дупљашице  портрет
- Одмах након роњења - показује се јасна мембрана на оку
- У лету изнад реке Ридо, Отава, Онтарио
- Са уловљеним северним раком (Orconectes virilis)
- Патка дупљашица у леденом Каијонлахтију у Куивасјарвију, Оулу, Финска .